# لئونور واتلینگ
لئونور واتلینگ (اسپانیایی: Leonor Watling‎؛ زادهٔ ۲۸ ژوئیهٔ ۱۹۷۵) بازیگر و خوانندهٔ اهل اسپانیا است. وی از سال ۱۹۹۳ میلادی تاکنون مشغول فعالیت بوده است. پدر او اسپانیایی و مادرش بریتانیایی است و دو برادر و یک خواهر هم دارد که همگی از او بزرگترند. وی کار حرفه‌اش را با رقص شروع کرد، اما به سبب آسیب‌دیدگی زانو، نتوانست آن را ادامه دهد.

## گزیدهٔ فیلم‌شناسی
- برخاسته (۲۰۱۶)
- یک تپانچه در هر دست (۲۰۱۳)
- قتل‌های آکسفورد (۲۰۰۸)
- سالوادور (۲۰۰۶)
- تایرنت لو بلانک (۲۰۰۶)
- پاریس، دوستت دارم (۲۰۰۶)
- تایرنت لو بلانک (۲۰۰۵)
- دوران سخت (۲۰۰۵)
- زندگی پنهان کلمات (۲۰۰۵)
- کرونیکا (۲۰۰۴)
- تربیت بد (۲۰۰۴)
- زندگی‌ام بدون من (۲۰۰۳)
- با او حرف بزن (۲۰۰۲)